# Kościenica wodna
Kościenica wodna (Myosoton aquaticum (L.) Moench ≡ Stellaria aquatica (L.) Scop.) – gatunek rośliny z rodziny goździkowatych. Tradycyjnie zaliczany był do monotypowego rodzaju kościenica Myosoton, jednak okazał się zagnieżdżony w obrębie rodzaju gwiazdnica Stellaria. Rośnie w miejscach wilgotnych. Zasięg obejmuje niemal całą Europę (z wyjątkiem południowych i północnych jej krańców) i Azję (z wyjątkiem krańców północnych oraz części południowo-wschodniej i południowej). Gatunek zawleczony na wszystkie kontynenty w strefie klimatu umiarkowanego. W całej Polsce gatunek pospolity.

## Morfologia
PokrójRoślina wieloletnia, rozesłana lub wspierająca się na roślinach sąsiednich.
ŁodygaWiotka, osiąga długość od 30 do 120 cm. Jest 4-kanciasta i górą gruczołowato owłosiona. Często zakorzenia się w węzłach.
LiścieUlistnienie naprzeciwległe, liście siedzące lub na krótkim ogonku, sercowate, ostro zakończone. Tylko liście dolne i na płonnych łodygach ogonkowe.
KwiatyKwiatostan typu wierzchotka dwupromieniowa. Kielich 5-działkowy, ogruczolony, płatków pięć, nieco dłuższych od kielicha, białych, rozciętych niemal do nasady. 5 szyjek słupka. Kielich owłosiony, długości podobnej jak korona.
OwocJajowata torebka pękająca pięcioma ząbkami, zawiera kilka nasion.
Gatunek podobnyBardzo podobna jest gwiazdnica gajowa, która różni się od kościenicy wodnej walcowatą łodygą, słupkiem z 3 znamionami, torebką pękającą do połowy długości trzema ząbkami.

## Biologia i ekologia
Bylina. Siedlisko: obrzeża wilgotnych lasów, zarośla, rowy, brzegi wód. Uważany za chwast. W klasyfikacji zbiorowisk roślinnych gatunek charakterystyczny dla rzędu (O.) Convolvuletalia. Roślina kwitnie od czerwca do sierpnia. Liczba chromosomów 2n = 28.

## Systematyka
Gatunek wyodrębniany był do początku XXI wieku zwykle w osobnym rodzaju kościenica Myosoton, wyróżnianym od rodzaju gwiazdnica Stellaria na podstawie obecności pięciu szyjek słupka, a nie trzech jak u tego drugiego. Badania molekularne wykazały, że takson ten jest jednak zagnieżdżony w obrębie rodzaju gwiazdnica w jego sekcji Petiolares. Jest gatunkiem siostrzanym dla Stellaria bungeana, a siostrzanym wobec tej pary jest Stellaria sennii. Wszystkie te trzy gatunki tworzą klad siostrzany względem grupy obejmującej kompleks gwiazdnica pospolita Stellaria media wraz z gwiazdnicą gajową Stellaria nemorum. Mimo wyjątkowej budowy słupkowia, na zagnieżdżenie kościenicy wodnej w obrębie rodzaju Stellaria wskazują także inne cechy morfologiczne, budowa nasion, embriologia. W efekcie w aktualizowanych bazach taksonomicznych gatunek zaliczany jest do rodzaju gwiazdnica jako Stellaria aquatica (L.) Scop.